# Théodore-Augustin Forcade
Théodore-Augustin Forcade (Versailles, 2 marzo 1816 – Aix-en-Provence, 12 settembre 1885) è stato un arcivescovo cattolico francese.
Primo vicario apostolico della Chiesa giapponese nel 1846, l'anno seguente divenne vice-prefetto apostolico di Hong Kong fino al 1852.
Nel 1853 fu nominato vescovo di Vescovo di Basse-Terre e, sette anni più tardi, vescovo di Nevers. Nel 1873 divenne arcivescovo di Aix-en-Provence, incarico che ricoprì fino alla morte nel 1885.

## Biografia
Nacque il 2 marzo 1816 a Versailles da Augustine Joséphine Alexandrine Giroust e da suo marito Auguste-Louis Forcade, impiegato nel dipartimento di Seine-et-Oise. Studiò al seminario locale, dove il 16 marzo 1839 viene avviato al sacerdozio. Per circa un anno detiene la cattedra di filosofia nel seminario maggiore, mentre sostituisce il sacerdote titolare di una parrocchia locale, che era malato.

Il biografo e storico francese Honoré Fisquet (1818-1883) attestò la sua vocazione missionaria, che maturò probabilmente in questo periodo.
Il 16 marzo 1839 fu ordinato sacerdote nella Società per le missioni estere di Parigi e, tre anni più tardi, venne inviato in Estremo Oriente.
A partire dal 1640, il Giappone pose in atto una politica isolazionistica, che proibì l'ingresso degli stranieri nel Paese, mentre i decreti di Toyotomi Hideyoshi nel 1587 e dello Shogunato Tokugawa fra il 1602 ed il 1610 determinarono l'interdizione della pratica cristiana dal suolo nazionale. Al contrario, dal 1830 la Cina aprì progressivamente i suoi porti alle potenze europee che iniziarono a progettare una penetrazione nel mercato giapponese, forti della supremazia militare inglese e dell'interesse commerciale con l'ultima dinastia del Dragone.
Il 30 aprile 1844 il diplomatico Théodore de Lagrené (1800-1862) e il cinese Keying, governatore manciù della provincia di Guandong, sottoscrissero il trattato commerciale di Whampoa, a seguito del quale la Società delle Missioni Estere di Parigi inviò Forcade nell'arcipelago giapponese di Ryūkyū, avanposto strategico conteso la Cina.

Forcade fu il primo missionario cristiano a tentare una nuova opera evangelizzatrice del Giappone, interrotta da almeno due secoli, durante i due più lunghi soggiorni noti da parte di occidentali nell'isola di Okinawa fino a quel momento, erano stati quelli del capitano Murray Maxwell e di Basil Hall nel 1816, che non superano le sei settimane di permanenza.
La fama del carattere mite e ospitale degli isolani lo convinsero a scegliere Ryūkyū come primo luogo per l'evangelizzazione del Giappone, che qui progredì per due anni, malgrado l'opposizione delle autorità locali. Forcade riteneva di poterla superare con la pressione di forze esterne, idea non condivisa dal suo successore Leturdu che utilizzò il territorio come punto di primo approdo nel quale i missionari europei potevano apprendere la lingua nipponica, prima di muovere verso la terraferma.

### Vicario apostolico del Giappone e Prefetto di Hong-Kong
Dal 1832 le isole di Ryūkyū appartenevano al Vicariato di Corea e nel 1846 confluirono nella neocostituita diocesi del Giappone, della quale il 27 marzo 1846 Forcade divenne il primo capo. Lo stesso giorno fu nominato anche vescovo titolare di Samo, in partibus infidelium. Egli non mostrò mai un particolare interesse per la cultura locale, limitandosi a leggere alcune opere storiche in lingua francese come la Histoire du christianisme dans l'empire du Japon e l'Histoire et description générale du Japon, rispettivamente pubblicate nel 1715 e nel 1736 da Pierre-François-Xavier de Charlevoix. Non si recò mai a Tokyo. In una lettera del 1845 attestò che gli abitanti delle isole Ryūkyū e i giapponesi parlavano sostanzialmente la stessa lingua, e si mise al lavoro per pubblicare il primo dizionario europeo di lingua giapponese, che con le sue 6.000 voci divenne una base di studio introduttiva per i missionari destinati alla terra nipponica.
Il 1º maggio 1846 una nave francese, comandata dall'ammiraglio Cécille, lo prelevò dall'isola e fece sbarcare a Lieou Kieou. A Zhoushan incontrò il missionario francese Mathieu Adnet (1813-1848), ex sacerdote di Verdun, che lo introdusse a Pierre-Marie Leturdu, prima di stabilirsi a Lieou-Kieou.
Frate Feliciani, procuratore francescano e prefetto nella Curia, era per anni rimasto in contatto con Don Carlos Curteròn (1810-1881), suo referente ad Hong Kong, ex marinaio spagnolo e primo missionario cattolico inviato nel Borneo. Quando questi si trasferì a Roma per studiare da sacerdote, Feliciani cercò di far nominare i suoi assistenti -frate Girolamo Mangieri e frate Luigi Ambrosi- rispettivamente procuratore della Congregazione per le missioni in Cina e Paesi limitrofi, e vicario apostolico di Hong Kong. Papa Pio IX decise di affidarsi alla Società delle Missioni Estere di Parigi, nominando Forcade vicario apostolico del Giappone. Su pressione del cardinale Barnabò, capo di Propaganda Fide, fu incaricato temporaneamente della Prefettura di Hong Kong.
Assunto il nome di "Augustine", il 21 marzo 1847 divenne il primo vescovo di Hong Kong. Secondo la biografia di Honoré Fisquet, Forcade accettò i titoli di vicario del Giappone e di vescovo di Hong-Kong, ma non esercitò mai il suo ministero in questi luoghi, essendo presente in Europa dal 1847. Tuttavia, non vengono presentate motivazioni plausibili per questa scelta.

Forcade era convinto assertore dell'importanza strategica di Hong Kong per l'evangelizzazione del Giappone e propose al Pontefice di stabilire una gerarchia cattolica in Cina. Le pressioni di Feliciani riuscirono a fargli revocare l'incarico di prefetto di Hong Kong, che infine fu assegnato assegnarlo ai Gesuiti.
Ancora vescovo in partibus di Samo, nell'ottobre del 1850 rispose favorevolmente alla lettera indirizzata da Pio IX a tutti i vescovi per conoscere il loro parere sulla proclamazione del dogma dell'Immacolata Concezione di Maria Vergine. Giustificò il suo ritardo a causa del più lungo periodo di malattia della sua vita.

### Vescovo di Basse-Terre
Il 6 aprile 1853 fu nominato vescovo di Basse-Terre e Pointe-à-Pitre, col benestare dell'imperatore. Presenziò al concistoro provinciale di Bordeaux tenutosi a La Rochelle, a luglio del 1853. Il 7 agosto successivo, partecipò alla cerimonia di incoronazione episcopale di Vital-Honoré Tirmarche, in partibus vescovo di Adraso, tenutasi nel Palazzo delle Tuileries, nuova residenza di Napoleone III.
Trascorse otto anni a Guadalupa, dove istituì due seminari minori e alcune borse di studio per coloro che proseguivano gli studi nelle sedi parigine della Congregazione di Santo Spirito. Da essi attinse i sacerdoti per far fronte ala carenza di vocazioni nella diocesi, affidandogli le parrocchie di Saint-Martin e di Saint-Barthélemy, le cui rendite economiche non erano a sufficienza attrattivi per il clero secolare. Nel 1854 fondò una scuola agraria, chiusa due anni dopo. Il 16 febbraio 1855, consacrò la Chiesa di Nostra Signora dell'Assunzione a Pointe-Noire.
Preferì non assentarsi dall'arcipelago, inviando un proprio delegato al concistoro di Périgueux, tenutosi nell'agosto del 1856.
Si allontanò dalla diocesi solamente in due occasioni: il 25 agosto 1856 a Dominica, per le esequie funebri di Michel Vesque, vescovo di Roseau; e dall'8 al 18 settembre 1859 per il 4° concistoro provinciale di Bordeaux, durante il quale fu consacrata la Basilica di Nostra Signora del Buon Incontro dal cardinale Donnet.
L'11 agosto venne insignito della Legione d'onore e il 20 dicembre fu nominato conte, titolo confermato definitivamente il 18 agosto 1861.

### Vescovo di Nevers
L'11 dicembre 1860, all'età di 44 anni, fu nominato vescovo di Nevers, succedendo a Dominique-Augustin Dufêtre. Dopo il concistoro del 18 marzo 1861, il 28 aprile prestò giuramento al cospetto dell'imperatore e il 16 maggio fu solennemente insediato nella diocesi.

Iniziò le visite pastorali a partire dalla parrocchia di Fourchambault il 23 giugno 1861. A seguito di un uragano che il giorno precedente devastò i comuni di Moulins-Engilbert, Fours e Luzy, fece appello alla carità pubblica dei fedeli e il 2 luglio consacrò la Chiesa di La Celle-sur-Loire.
L'8 dicembre 1864, papa Pio IX pubblicò l'enciclica Quanta cura, che suscitò la reazione del ministro della giustizia Pierre Jules Baroche, fautore di una politica accentratrice e di orientamento marcatamente conservatore. Baroche comunicò ai vescovi francesi la sua intenzione di sottoporre al Consiglio di Stato una proposta di parziale censura dell'enciclica, applicando il Concordato del 1801. Fra le numerose proteste del clero, anche Forcade inviò una lettera a Baroche il 10 gennaio 1866: "Mi dispiace profondamente di essere obbligato a dirti che siamo tutti tanto affranti quanto urtati. Non temiamo nulla per la Chiesa. Ha promesse di immortalità; ma queste promesse sono solo per la Chiesa. [...] [Noi] non possiamo dimenticare che in circostanze molto simili lo Spirito Santo non ha ispirato [gli Apostoli] con altre risposte e non ha mostrato loro alcuna altra regola di condotta che questa: Obedire oportet Deo magis quam hominibus. "
Si trattava né più né meno che di una minaccia di disobbedienza. Contestualmente, Baroche pubblicò una lettera su Journal de la Nièvre, per portare i lettori al corrente dell'applicazione della legge, da lui giudicata negativamente.

### Bernadette Soubirous
Durante il suo episcopato a Nevers, incontrò più volte Bernadette Soubirous che gli riferì di essere stata testimone di diciotto apparizioni, fra febbraio e luglio del 1858. Il 25 settembre 1863, la incontrò alla scuola degli indigenti a Lourdes e le promise una dispensa che l'avrebbe esonerata dal pagamento della dote per divenire suora, e, malgrado le precarie condizioni di salute, incaricò le Figlie della Carità del convento di Nevers, diretto dalla madre superiora Louise Ferrand, di seguire la sua istruzione in tale luogo
Nel 1873 divenne vescovi di Aix-en-Provence, Arles ed Embrun fino alla morte nel 1885. Fu il primo prelato ad avere il titolo di Assistente al soglio Pontificio

## Genealogia episcopale e successione apostolica
La genealogia episcopale è:
- Cardinale Guillaume d'Estouteville, O.S.B.Clun.
- Papa Sisto IV
- Papa Giulio II
- Cardinale Raffaele Riario
- Papa Leone X
- Papa Clemente VII
- Cardinale Antonio Sanseverino, O.S.Io.Hier.
- Cardinale Giovanni Michele Saraceni
- Papa Pio V
- Cardinale Innico d'Avalos d'Aragona, O.S.Iacobi
- Cardinale Scipione Gonzaga
- Patriarca Fabio Biondi
- Papa Urbano VIII
- Cardinale Cosimo de Torres
- Cardinale Francesco Maria Brancaccio
- Vescovo Miguel Juan Balaguer Camarasa, O.S.Io.Hier.
- Papa Alessandro VII
- Cardinale Neri Corsini
- Vescovo Francesco Ravizza
- Cardinale Veríssimo de Lencastre
- Arcivescovo João de Sousa
- Vescovo Álvaro de Abranches e Noronha
- Cardinale Nuno da Cunha e Ataíde
- Cardinale Tomás de Almeida
- Cardinale João Cosme da Cunha, C.R.S.A.
- Arcivescovo Francisco da Assunção e Brito, O.E.S.A.
- Vescovo Alexandre de Gouveia, T.O.R.
- Vescovo Caetano Pires Pereira, C.M.
- Vescovo Gioacchino Salvetti, O.F.M.
- Vescovo Giuseppe Maria Rizzolati, O.F.M.Ref.
- Arcivescovo Théodore-Augustin Forcade, M.E.P.

La successione apostolica è:
- Arcivescovo Pierre-Marie Osouf, M.E.P. (1877)
- Cardinale Jean-Pierre Boyer (1878)
- Vescovo Alfred-François Fleury-Hottot (1885)